# Metschnikowia reukaufii
Metschnikowia reukaufii är en svampart som beskrevs av Pitt & M.W. Mill. 1968. Metschnikowia reukaufii ingår i släktet Metschnikowia och familjen Metschnikowiaceae.   Inga underarter finns listade i Catalogue of Life.